# Dudhope Castle

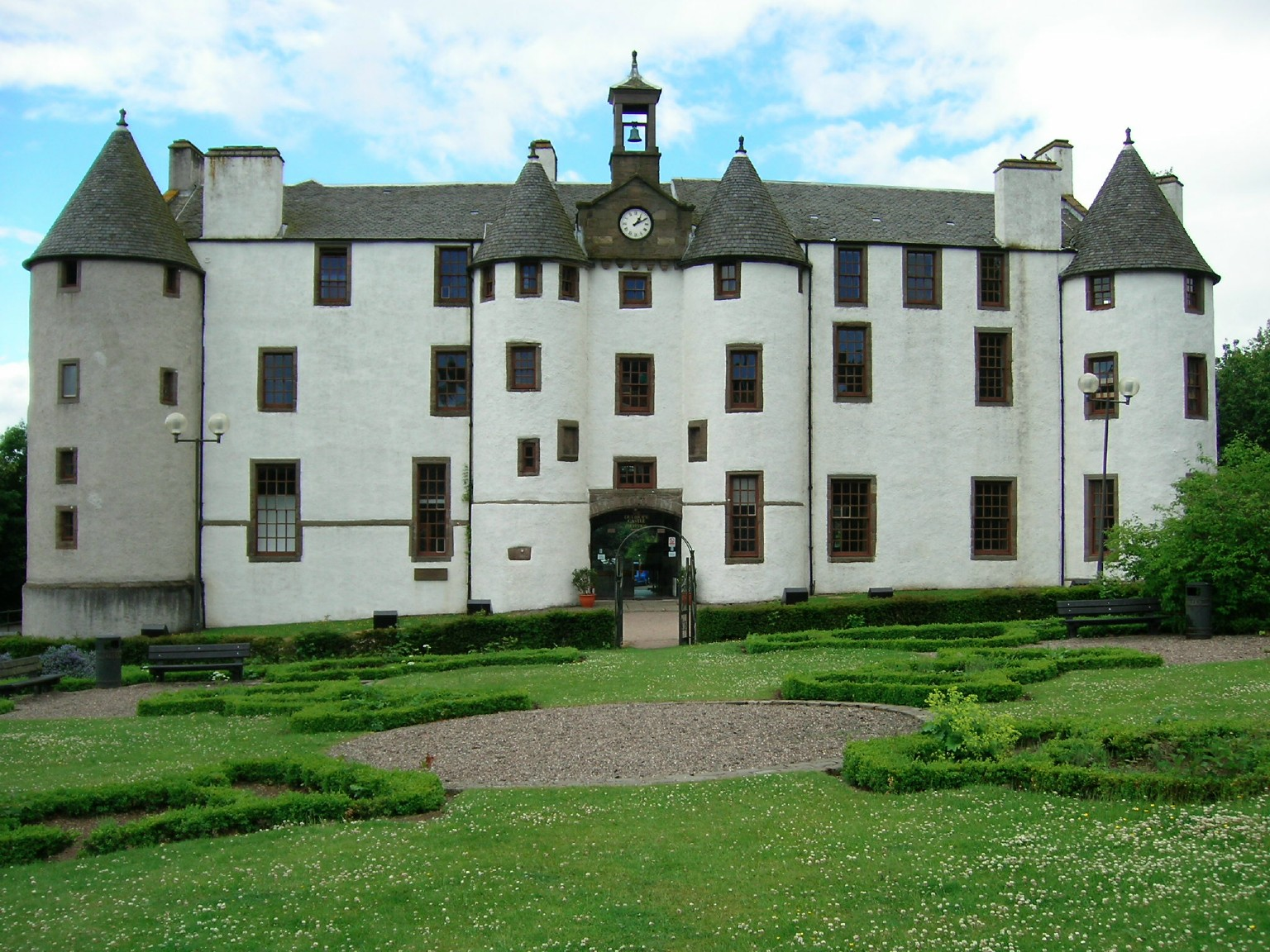
Dudhope Castle von Osten

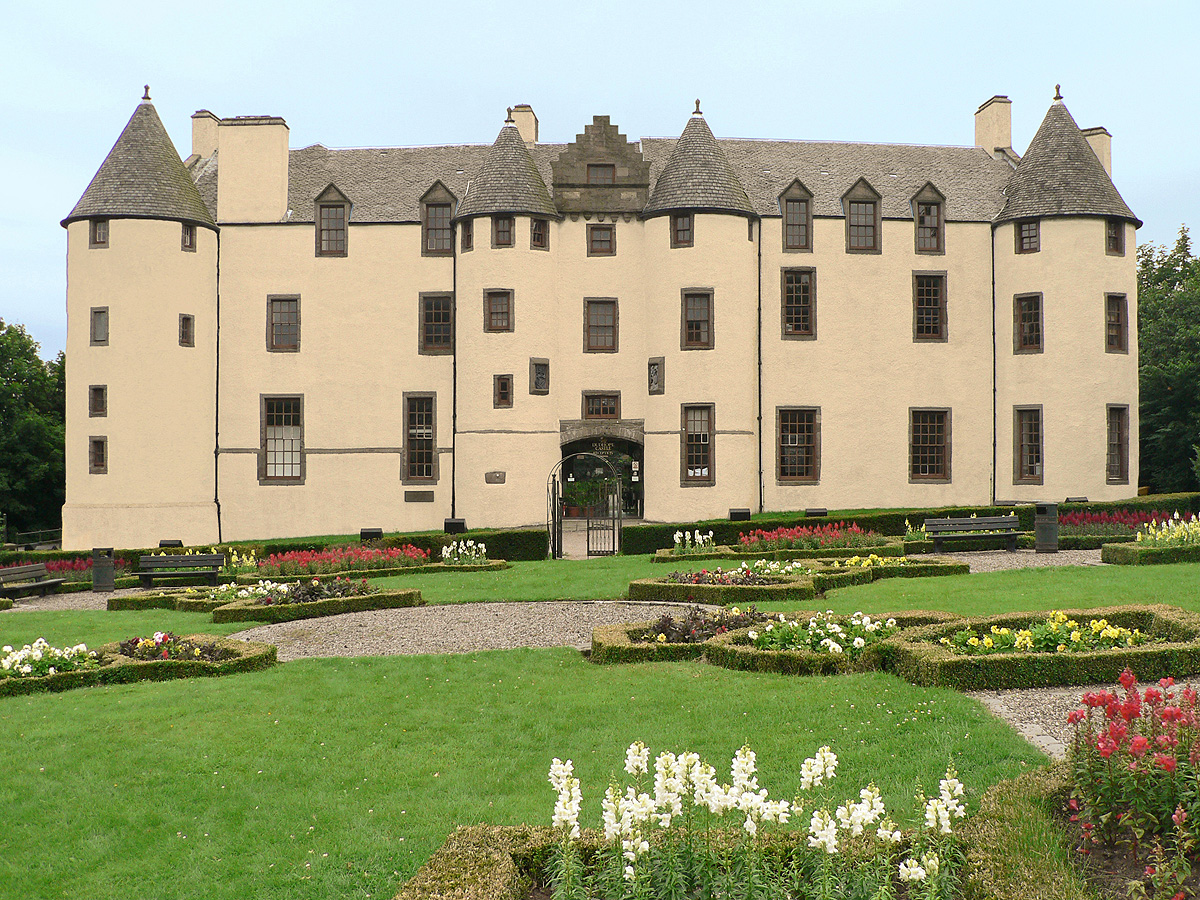
Dudhope Castle: Ideale Restaurierung

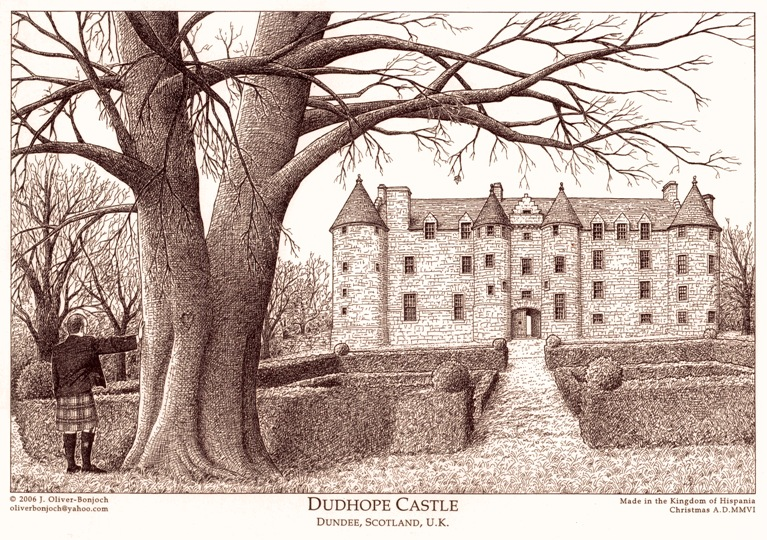
Impression eines Künstlers von Dudhope Castle Anfang des 19. Jahrhunderts.

Dudhope Castle ist ein spätmittelalterlicher Wohnturm auf der Südseite des Dundee Law in der schottischen Stadt Dundee.

## Geschichte
Die Burg ließ ursprünglich der Clan Scrymgeour als kleinen Wohnturm Ende des 13. Jahrhunderts errichten. Diese wurde um 1460 ersetzt und dann 1580 auf ihren heutigen L-förmigen Grundriss mit zusätzlichen „Winkel“-Türmen ausgebaut, wenn auch letztere im 18. Jahrhundert wieder abgerissen wurden.
Nach dem Tod von John Scrimgeour, des 13. oder 14. Konstablers und 1. Earl of Dundee ignorierte König Karl II. von England die Existenz eines rechtmäßigen Erben, John Scrimgeour of Kirkton, und verlehnte Dudhope Castle und das Amt des Konstablers an Charles Maitland, den jüngeren Bruder des Earl of Lauderdale.
1684 verkaufte Maitland Dudhope Castle, nachdem er in finanzielle Schwierigkeiten geraten war, an John Graham of Claverhouse, besser bekannt als Bonnie Dundee. Von seiner Burg brach Bonnie Dundee 1689 zur Schlacht von Killiecrankie auf; der dortige Sieg wurde mit seiner Verwundung und letztlich seinem Tod bezahlt. Daher verlehnte der König Dudhope Castle 1694 an Archibald Douglas. Die Familie Douglas war so die letzte Familie, die bis etwa 1790 auf Dudhope Castle wohnte. Die Geschichte von Dudhope Castle und seiner Konstabler ist somit untrennbar mit der Geschichte von Dundee verbunden. Das Amt des Konstablers und die Haltung von Dudhope Castle wurde von vier verschiedenen Familien bewerkstelligt, wie oben dargestellt. Die Scrymgeours hielten die Posten etwa 370 Jahre.
Die Familie Douglas hielt Dudhope Castle von 1694 bis etwa 1790. 1792 wurde die Burg vermietet, um sie als Wollfabrik zu nutzen, aber dieser Plan wurde niemals umgesetzt. 1795 wurden der Park und das Anwesen an das Board of Ordnance verpachtet, das Dudhope Castle 83 Jahre lang als Kaserne nutzte, von 1796 bis 1879. Es wurden zusätzliche Gebäude errichtet, zum Beispiel ein Lazarett, Offiziersquartiere, Stallungen und Wachräume. Die Burg selbst diente als Quartier für 400 Soldaten. Das Board of Ordnance gab die Burg schließlich 1881 auf.
1854 pachtete die Stadtverwaltung von Dundee einen Teil des Anwesens zur Nutzung als Erholungseinrichtungen. Der Pachtvertrag lief 35½ Jahre lang bei einer jährlichen Pacht von 25 £ bis 1. November 1890. Für diesen Zeitpunkt hatte der Earl of Home die Umwandlung des Anwesens in eine Reihenhaussiedlung geplant.
Stattdessen kaufte die Stadtverwaltung das Anwesen für 31.700 £, wobei sie 20.000 £ selbst aufbrachte und der Lord Provost Mathewson den Rest von spendablen Bürgern erhielt. Sir James Law eröffnete das Anwesen am 28. September 1895 als öffentlichen Park.
Das Gebäude wurde später durch das Ministry of Works belegt und diente sowohl im ersten als auch im Zweiten Weltkrieg als Militärkaserne. Dann fiel es an die Dundee Corporation, die die Burg 1958 abreißen lassen wollte.

### Heute
In den Jahren 1985 bis 1988 wurde sie aber renoviert, dient heute als Büro und Konferenzzentrum und beherbergt auch die Dundee Business School der University of Abertay Dundee. Bei der Restaurierung wurde ein Raum als Scrimgeour Room hergerichtet. Er ist mit Wandbehängen ausgestattet, die mit den Scrimgeours in Verbindung stehen, und die Vorhänge an den Fenstern sind aus Stoff aus Scrimgeour-Tartan gefertigt, wie es die Scrimgeour Clan Association arrangiert hat, die am 5. Juni 1971 offiziell organisiert wurde. Im März 1998 wurde in Gedenken an den 700. Jahrestag der Charta an die Srimgeours, die William Wallace am 29. März 1298 unterschrieben hatte, ein Dinner ausgerichtet. Robert the Bruce hatte die Charta am 5. Dezember 1298 mit einer weiteren Charta bestätigt.
Historic Scotland hat Dudhope Castle als historisches Bauwerk der Kategorie A gelistet. Ein Brunnen in der Nähe der Burg gilt als historisches Bauwerk der Kategorie B.